# 얼리샤 마코바
얼리샤 마코바(Dame Alicia Markova, 1910년 12월 1일 ~ 2004년 12월 2일)는 잉글랜드의 발레리나, 안무가이다.
세르게이 디아길레프의 발레 뤼스에서 활약하며 이름을 알렸고, 20세기의 위대한 고전 발레 무용수 중 한 사람으로 꼽힌다. 마고 폰테인과 함께 잉글랜드 프리마 발레리나 압솔루타로 인정받았다.

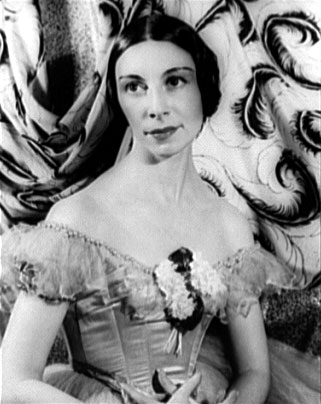
1940년 모습

## 서훈
- 1958년 대영 제국 훈장 3등급(CBE)[5]
- 1963년 대영 제국 훈장 2등급(DBE, 작위급 훈장)[6]